# Nigel Bertrams
Nigel Bertrams (Best, 8 januari 1993) is een Nederlands voormalig keeper in het betaald voetbal.

## Clubcarrière

### PSV
Bertrams speelde in de jeugd bij Best Vooruit tot hij in 2001 werd opgenomen in de jeugdopleiding van PSV. Hij doorliep vanaf de E de volgende jeugdelftallen: E1, D3, D2, D1, C2, C1, B1, A1. Na zijn eerste jaar in de A1 kreeg Bertrams zijn eerste profcontract aangeboden bij PSV. Op 22 november 2011 tekende hij dit tweejarig contract onder toeziend oog van technisch directeur Marcel Brands. Op 20 februari 2013 zette Bertrams zijn handtekening onder een nieuw contract, ditmaal tot medio 2016 met een optie tot verlengen.
Bertrams maakte op 3 augustus 2013 zijn debuut in het betaald voetbal, toen hij het met Jong PSV opnam tegen Sparta Rotterdam, een wedstrijd in de Eerste divisie. Vanwege blessures van Jeroen Zoet en Przemyslaw Tyton debuteerde hij op 30 oktober van datzelfde jaar in het eerste elftal van PSV, waarmee hij het in het kader van de KNVB beker opnam tegen Roda JC Kerkrade. Dat bleef zijn enige wedstrijd in het eerste elftal van de club. Het volgende seizoen speelde hij opnieuw voor Jong PSV tot bij de eerste training na de winterstop in januari 2015 een schouder uit de kom raakte. Het was de derde keer dat Bertrams dit overkwam. Hij liet zich daarop ook voor de derde keer hieraan opereren en was daardoor de rest van het seizoen uitgeschakeld.

### Willem II
Bertrams tekende in juli 2015 een contract tot medio 2017 bij Willem II, de nummer negen van de Eredivisie in het voorgaande seizoen. Willem II nam hem transfervrij over van PSV. In de twee jaar dat hij onder contract stond in Tilburg speelde hij geen enkele wedstrijd voor het eerste. Hij tekende dan ook in juni 2017 een contract dat hem voor twee jaar aan aartsrivaal NAC Breda zou verbinden.

### NAC Breda
Hij maakte zijn competitiedebuut voor NAC Breda op 29 oktober 2017 tegen FC Utrecht. Bertrams kreeg in die wedstrijd de voorkeur boven Mark Birighitti, die geblesseerd was geraakt in de warming-up. Hij maakte op 3 december 2017 tegen Excelsior zijn debuut in het Rat Verlegh Stadion. Hij kreeg in die wedstrijd de voorkeur boven Mark Birighitti, die uit vorm was. De wedstrijd eindigde in een 3–1 overwinning voor NAC. Bertrams groeide uit tot eerste keeper, maar verloor zijn plaats na een rode kaart in de thuiswedstrijd tegen FC Twente die hem zes wedstrijden schorsing opleverde. Na afloop van die schorsing heroverde hij zijn basisplaats ten koste van Birighitti en stond die niet meer af.

### MVV Maastricht
Bertrams tekende in juli 2019 een contract tot medio 2020 bij MVV Maastricht. Hij was dat seizoen eerste keeper. Bertrams keepte 22 wedstrijden voor MVV.

### FC Groningen
Bertrams tekende op 18 augustus 2020 een contract voor één seizoen, met een optie voor een extra seizoen. Na de transfer van de Noor Per Kristian Bratveit naar de Groningse club daalde hij een plek in de pikorde. In de winterstop verruilde hij de ploeg voor competitiegenoot PEC Zwolle. Hij ondertekende een contract tot het eind van het seizoen met een optie voor een extra seizoen.

### FC Eindhoven
Tussen 2021 en 2023 speelde Bertrams voor FC Eindhoven. Aan het einde van het seizoen 2022/23 kondigde hij aan te stoppen met voetballen. De reden hiervoor was dat hij last had van versleten heupen, waardoor hij na de wedstrijd dagenlang pijn had.

## Carrièrestatistieken
| Seizoen         | Club            | Land            | Competitie      | Competitie | Competitie | Beker | Beker | Internationaal | Internationaal | Overig | Overig | Totaal | Totaal |
| Seizoen         | Club            | Land            | Competitie      | Wed.       | Dlp.       | Wed.  | Dlp.  | Wed.           | Dlp.           | Wed.   | Dlp.   | Wed.   | Dlp.   |
| --------------- | --------------- | --------------- | --------------- | ---------- | ---------- | ----- | ----- | -------------- | -------------- | ------ | ------ | ------ | ------ |
| 2012/13         | PSV             | Nederland       | Eredivisie      | 0          | 0          | 0     | 0     | 0              | 0              | 0      | 0      | 0      | 0      |
| 2013/14         | PSV             | Nederland       | Eredivisie      | 0          | 0          | 1     | 0     | 0              | 0              | 0      | 0      | 1      | 0      |
| 2013/14         | Jong PSV        | Nederland       | Eerste divisie  | 8          | 0          | –     | –     | –              | –              | 0      | 0      | 8      | 0      |
| 2014/15         | Jong PSV        | Nederland       | Eerste divisie  | 11         | 0          | –     | –     | –              | –              | 0      | 0      | 11     | 0      |
| 2015/16         | Willem II       | Nederland       | Eredivisie      | 0          | 0          | 0     | 0     | –              | –              | 0      | 0      | 0      | 0      |
| 2016/17         | Willem II       | Nederland       | Eredivisie      | 0          | 0          | 0     | 0     | –              | –              | 0      | 0      | 0      | 0      |
| 2017/18         | NAC Breda       | Nederland       | Eredivisie      | 16         | 0          | 0     | 0     | –              | –              | 0      | 0      | 16     | 0      |
| 2018/19         | FC Nordsjælland | Denemarken      | Superligaen     | 0          | 0          | 0     | 0     | 0              | 0              | 0      | 0      | 0      | 0      |
| 2018/19         | → De Graafschap | Nederland       | Eredivisie      | 11         | 0          | 0     | 0     | –              | –              | 4      | 0      | 15     | 0      |
| 2019/10         | MVV Maastricht  | Nederland       | Eerste divisie  | 21         | 0          | 1     | 0     | –              | –              | 0      | 0      | 22     | 0      |
| 2020/21         | FC Groningen    | Nederland       | Eredivisie      | 0          | 0          | 0     | 0     | –              | –              | 0      | 0      | 0      | 0      |
| 2020/21         | PEC Zwolle      | Nederland       | Eredivisie      | 0          | 0          | 0     | 0     | –              | –              | 0      | 0      | 0      | 0      |
| 2021/22         | FC Eindhoven    | Nederland       | Eerste divisie  | 38         | 0          | 1     | 0     | –              | –              | 4      | 0      | 43     | 0      |
| 2022/23         | FC Eindhoven    | Nederland       | Eerste divisie  | 38         | 0          | 2     | 0     | –              | –              | 1      | 0      | 41     | 0      |
| Carrière totaal | Carrière totaal | Carrière totaal | Carrière totaal | 143        | 0          | 5     | 0     | 0              | 0              | 9      | 0      | 157    | 0      |

## Trivia
- Zijn jongere broer Jesse is eveneens doelman. Samen speelden ze bij Jong PSV.